# Гутфріт II (король Йорвіку)
Гутфріт або Годфрід II (*Guðrøðr, д/н — 934) — король Дубліна у 921—934 роках (як Гутфріт I), король Йорвіку у 927 році.

## Життєпис
Походив з династії Рагнара Лодброка. Був онуком Івара Рагнарсона, короля Дубліна. У 902 році разом з іншими родичами вимушений був залишити Дублін, який захопили війська ірландського королівства Лейнстер.
У 917—918 роках брав участь у війні проти Шотландії у складі війська свого брата (або стриєчного брата) Рагнальда I, короля Йорвіку. В подальшому перебрався до Дубліна, де королював інший брат Сігтриґ.
У 921 році після смерті Рагнальда I дублінський король Сігтриґ залишив Дублін, ставши королем Йорвіку. В свою чергу Гутфріт отримав корону Дубліна. У 924 році здійснив великий військовий похід проти королівства Лімерік, якому завдано поразки та сплюндровано.
926 року спрямував військо проти королівства Ольстер на чолі з сином Гальфданом, але той у битві при Странфорд-Лох зазнав поразки та загинув у бою з королем Муйрхертахом мак Нейллом. Прибуття Гутфріта врятувало рештки війська.
У 927 році після смерті короля Сігтриґа I рушив до Йорвіку, де став королем, обійшовши свого небожа Олафа. Це викликало невдоволення частини місцевої знаті. Спроба отримати допомогу від Костянтина II, короля Шотландії, та Еогана I, короля Стратклайда, виявилася марною. Цим станом скористався Етельстан, король Вессексу, що завдав поразки Гутфріту II, який разом з небожем Олафом втік до Дубліну.
Згодом здійснював походи переважно проти ірландських королівств. У 939 році війська Дубліна сплюндрували Кілдер, важливе місто королівства Лейнстер. У 930 році було сплюндровано місто Дорк Гірн, де загинуло 1 тис. осіб. У 931 році Гутфріт втрутився у справи королівства Осрайге. 932 року було захоплено місто Арма. Згодом війська Гутфріта здійснювали успішні походи проти Лейнстера та Ольстера. Водночас тривав конфлікт з королівством Лімерік.
Помер у 934 році. Йому спадкував другий син Олаф.

## Родина
- Гальфдан (д/н—926)
- Олаф (д/н—941), король Дубліна у 934—941 роках та король Йорвіку у 939—941 роках
- Блакайр (д/н—945), король Дубліна у 941—945 роках
- Рагнальд (д/н—944), король Йорвіку у 943—944 роках